# Until the Light Takes Us
Until the Light Takes Us (в переводе с англ. — «Пока Свет не Заберёт Нас») — документальный фильм 2009 года, рассказывающий об истории музыкального жанра блэк-метал. Большая часть фильма представляет собой интервью с норвежскими музыкантами.
Первоначально выход был запланирован на 20 ноября 2009 года, однако в итоге премьера фильма состоялась 11 декабря 2009 года.

## Сюжет
Словами музыкантов фильм рассказывает о зарождении и развитии блэк-метала. В 1991 году в Норвегии сформировалось небольшое сообщество молодых музыкантов, которых объединяло нежелание идти путём модного в то время дэт-метала и стремление как-то выразить свой протест. Большую часть сообщества интересовала только музыка, однако поступившее от одного из музыкантов предложение сжечь несколько церквей было воспринято с одобрением некоторыми его членами. В Норвегии началась серия поджогов. До определённого момента у полиции не было подозреваемых. Однако затем Варг Викернес, один из музыкантов, дал интервью журналисту из газеты, который, по словам Варга, в итоге исказил его слова и донёс на него в полицию. Викернес был арестован, а норвежская пресса и телевидение наполнились статьями и репортажами, в которых на всех блэк-метал музыкантов был повешен ярлык «сатанистов». Через некоторое время Варг был освобождён, однако в итоге всё же оказался в тюрьме за убийство другого музыканта, Евронимуса. Внимание СМИ к блэк-метал сцене привело к росту популярности жанра. Движение, которое первоначально задумывалось как протест против модных течений в музыке, усилиями прессы само стало модным.

## Интервью
- Гюльве «Fenriz» Нагелль (музыкант, Darkthrone, Isengard, Storm)
- Варг «Count Grishnackh» Викернес (музыкант, Burzum, Mayhem)
- Ян Аксель «Hellhammer» Бломберг (музыкант, Mayhem)
- Ольве «Abbath» Эйкему (музыкант, Immortal)
- Харальд «Demonaz» Невдал (музыкант, Immortal)
- Бьярне Мельгор (деятель изобразительного искусства)
- Хармони Корин (деятель изобразительного искусства)
- Кристоффер «Garm» Ригг (музыкант, Ulver, Arcturus)
- Хьетиль-Видар «Frost» Харальстад (музыкант, Satyricon, Gorgoroth, 1349, Keep of Kalessin)
- Борд «Faust» Эйтхун (музыкант, Thorns, Emperor, Aborym)

## Восприятие критиками
Рейтинг фильма на сайте Metacritic составил 54 %, и 45 % на Rotten Tomatoes.